# Lent (Ain)
Lent ist eine französische Gemeinde mit 1.459 Einwohnern (Stand: 1. Januar 2022) im Département Ain in der Region Auvergne-Rhône-Alpes. Sie gehört zum Kanton Ceyzériat im Arrondissement Bourg-en-Bresse.

## Geographie
Die Gemeinde Lent liegt etwa neun Kilometer südsüdwestlich von Bourg-en-Bresse am südöstlichen Rand der historischen Provinz Bresse an der Veyle in der seenreichen Landschaft Dombes. Nachbargemeinden von Lent sind Servas im Westen und Norden, Péronnas im Norden und Nordosten, Certines im Osten, La Tranclière im Osten und Südosten, Dompierre-sur-Veyle im Süden, Saint-Nizier-le-Désert im Südwesten sowie Saint-Paul-de-Varax im Südwesten und Westen.

## Bevölkerungsentwicklung
| Jahr                       | 1962 | 1968 | 1975 | 1982 | 1990 | 1999 | 2006 | 2013 | 2021 |
| Einwohner                  | 721  | 778  | 801  | 976  | 1043 | 1145 | 1239 | 1413 | 1408 |
| Quellen: Cassini und INSEE |      |      |      |      |      |      |      |      |      |

## Sehenswürdigkeiten
- Kirche Saint-Germain
- Schloss Longchamp aus dem 19. Jahrhundert
- Uhrturm
- Fachwerkhaus aus dem 16. Jahrhundert, seit 1937 Monument historique

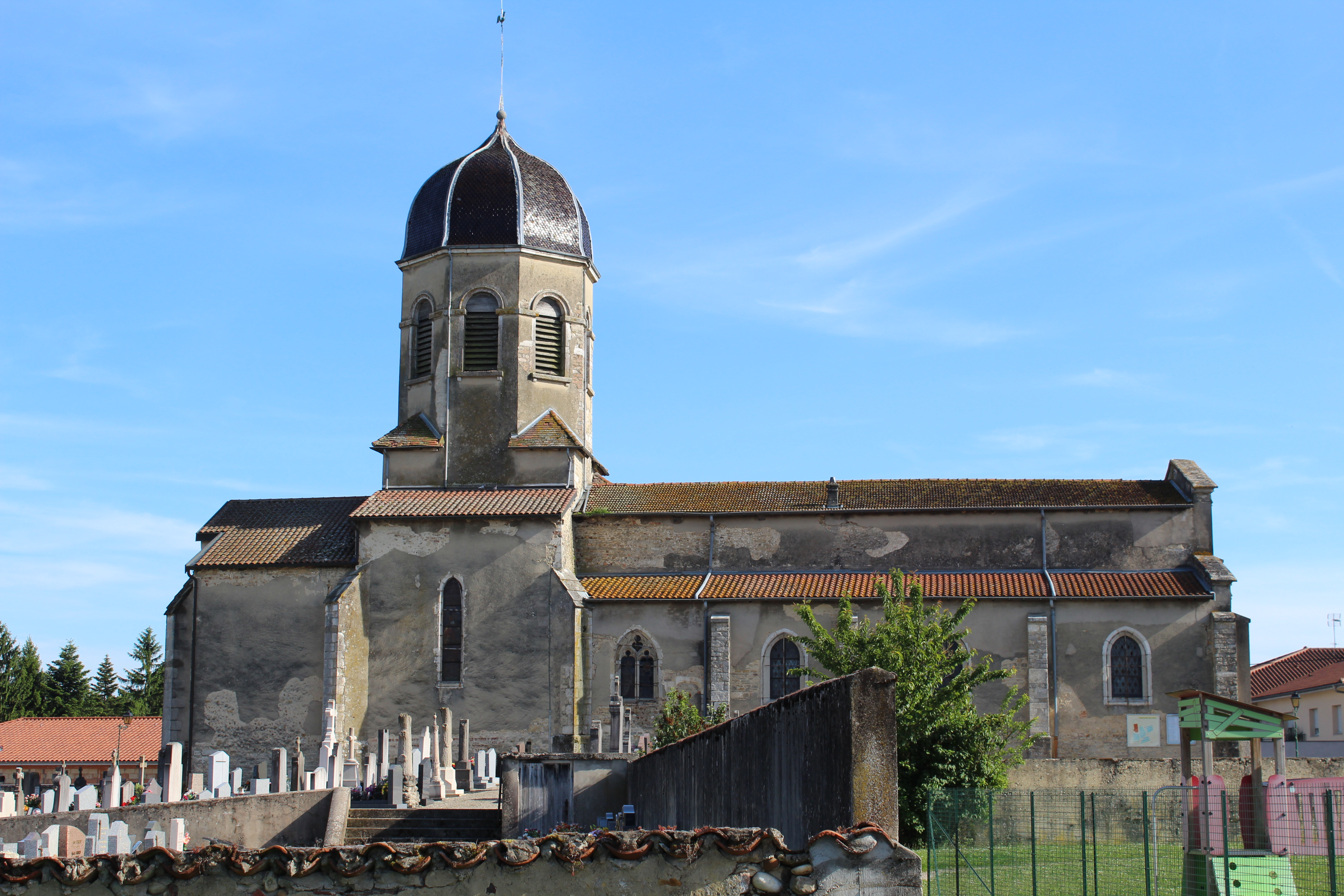
Kirche Saint-Germain
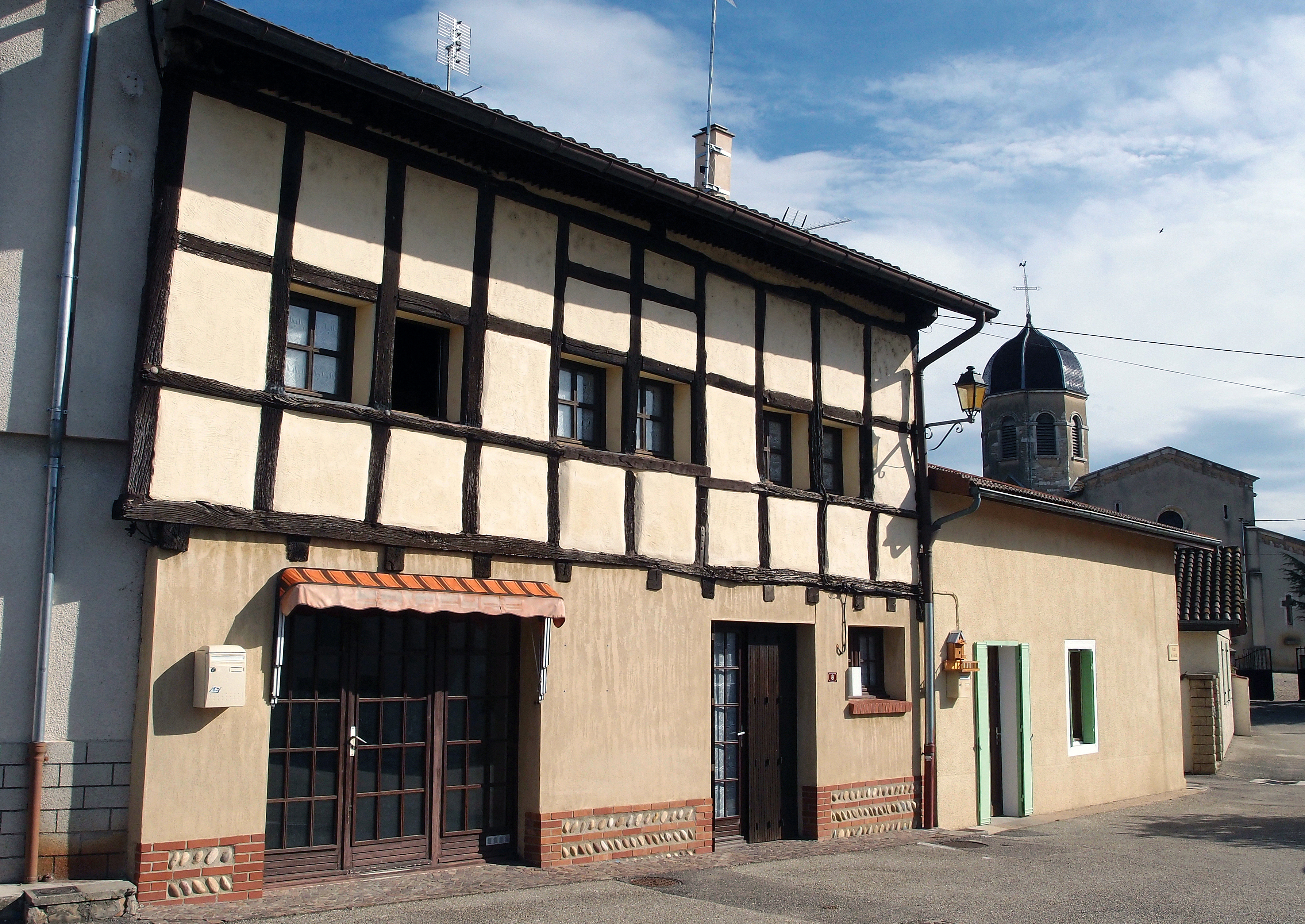
Fachwerkhaus
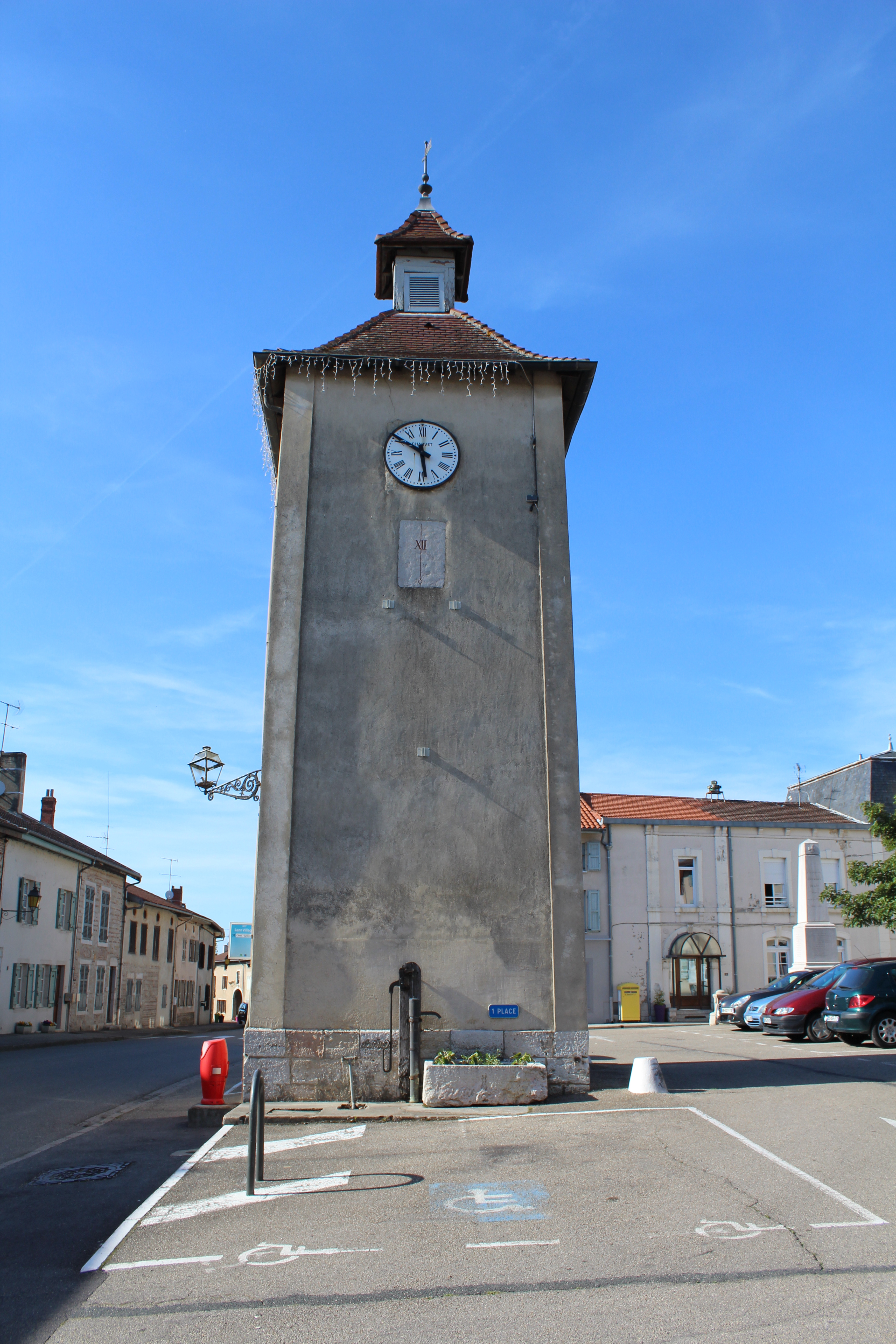
Uhrturm
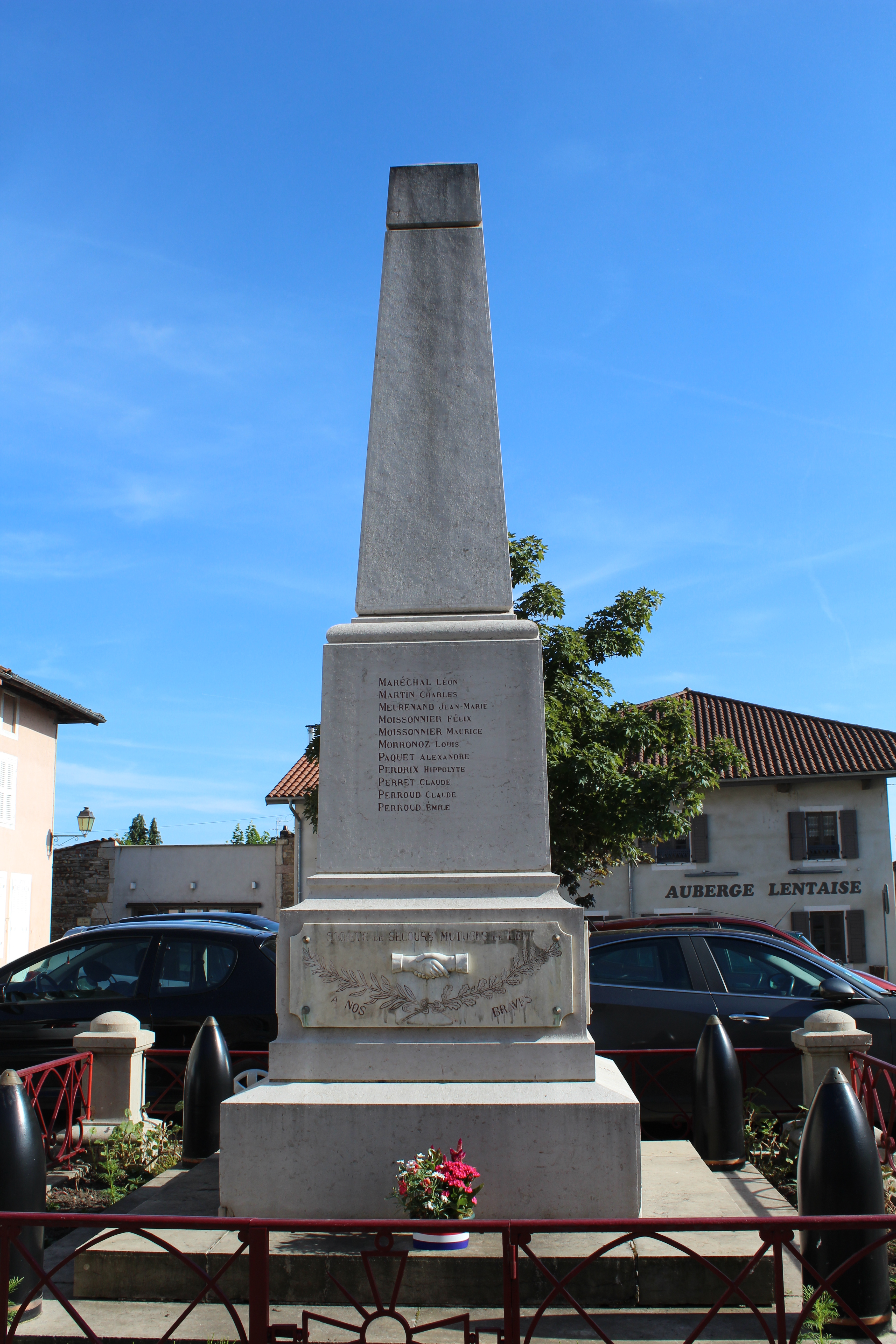
Gefallenendenkmal